# 瀬戸フィルハーモニー交響楽団
公益社団法人瀬戸フィルハーモニー交響楽団（せとフィルハーモニーこうきょうがくだん）は日本のオーケストラ。

## 概要
「瀬戸フィル」という愛称で呼ばれ、地域の音楽文化の活性化への寄与を目的とし、2001年11月に特定非営利活動法人として設立された、四国初のプロオーケストラである。本拠は香川県高松市、2010年1月には公益社団法人に移行している。常任指揮者はノールマン・ビジャヤ。

## 活動
2002年1月から2023年末までに計40回の定期演奏会のほか、四国二期会とのオペラ公演、四国内の小・中学校での演奏とワークショップ、公民館などへのアンサンブルデリバリーなど、幅広く活動している。2003年からは地域の子どもたちと共演する「瀬戸フィルファミリーコンサート」も取り組んでいる。高松市以外では、新居浜市の市民コンサート、丸亀市のクリスマスコンサートなどが恒例となっている。
2016年6月13日に開催された日本オーケストラ連盟の総会において、準会員として加盟が承認された。